# Казыбеков, Мустафа Тулепович
Мустафа Тулепович Казыбе́ков (1904—1978) — советский организатор промышленного производства, Герой Социалистического Труда (1966). Почётный железнодорожник СССР (1942). Заслуженный строитель Казахской ССР (1960). Лауреат Государственной премии СССР (1971).

## Биография
Родился в семье рабочего.
С 1918 года работал рабочим-железнодорожником. В 1923—1926 годах учился на рабфаке Среднеазиатского университета в Ташкенте.
В 1926—1927 годах работал заведующим Туркестанским уездным, в 1928—1929 годах Акмолинским окружным отделами народного образования. В 1930—1932 годах трудился заведующим отдела кадров управления Турксиба.
В 1933—1934 годах учился на двухгодичных курсах при Новосибирском институте инженеров железнодорожного транспорта.
В 1934—1939 годах работал начальником строительных участков на железнодорожных станциях Чу, Чимкент, Джамбул. В 1938 году вступил в ВКП(б). В 1940—1947 годах — начальник Дортреста Турксиба, в 1947—1950 годах — начальник Алма-Атинского стройуправления МПС СССР.
В 1950—1954 годах работал заместителем начальника Турксиба, в 1954-1978 годах — управляющим трестом «Казахтрансстрой» Министерства транспортного строительства СССР.Избирался депутатом ВС Казахской ССР 5-го, 7-8 созывов.
Скончался 6 февраля 1978 года, похоронен на Кенсайском кладбище.

## Награды и премии
- Герой Социалистического Труда
- Государственная премия СССР (1971) — за участие в создании Дворца имени В. И. Ленина в Алма-Ате
- орден Ленина
- другие ордена и медали СССР.[1]

## Память
В Алма-Ате на доме по улице Тулебаева, 174, где жил Мустафа Казыбеков, установлена мемориальная доска.